# Aeropuerto Internacional Hamad
El Nuevo Aeropuerto Internacional de Doha o Aeropuerto Internacional Hamad (IATA: DOH, OACI: OTHH) es un aeropuerto internacional de Catar, sede de la aerolínea de bandera nacional, Qatar Airways. Situado al este de la capital, Doha, sustituyó al cercano Aeropuerto Internacional de Doha como principal aeropuerto nacional de Catar. En la actualidad, el Aeropuerto Internacional de Hamad está considerado como el "Mejor Aeropuerto del Mundo" por Skytrax, y ostenta por décima vez el título de "Mejor Aeropuerto de Oriente Próximo".
Anteriormente conocido como Nuevo Aeropuerto Internacional de Doha (NDIA), la inauguración del Aeropuerto Internacional de Hamad estaba prevista inicialmente para 2008, pero tras una serie de costosos retrasos, el aeropuerto abrió finalmente sus puertas con seis años de retraso el 30 de abril de 2014 con un vuelo ceremonial de Qatar Airways procedente del cercano Aeropuerto Internacional de Doha. Qatar Airways y el resto de compañías aéreas se trasladaron oficialmente al nuevo aeropuerto el 27 de mayo de 2014. El aeropuerto lleva el nombre del anterior emir de Catar, Hamad bin Khalifa Al Thani.

## Historia
El antiguo aeropuerto era testigo de un crecimiento elevado en los niveles de pasajeros y de carga en los últimos años, y su terminal sobrepasa su capacidad. Este rápido crecimiento se debe principalmente por la rápida expansión de la aerolínea estatal de Catar, Qatar Airways. El crecimiento también es provocado por la creciente economía de Catar. 
La planificación se llevó a cabo en 2003 y la construcción comenzó en 2004 y las dos primeras fases se han programado para abrir en enero de 2012 mientras que la tercera y última fase estaba prevista para el 2015. El aeropuerto tiene una capacidad anual inicial de 29 millones de pasajeros y puede acoger a 93 millones de pasajeros al año, lo que lo convierte en el segundo aeropuerto de la región después de Dubái. Muchos de los edificios tienen motivos acuáticos, con tejados ondulados y plantas desérticas que crecen en agua reciclada. El aeropuerto está construido en 36 kilómetros cuadrados, la mitad de ellos en terrenos ganados al mar.
El Comité Directivo del NDIA ha premiado a Bechtel por el diseño del aeropuerto. La terminal del aeropuerto fue diseñada por el prestigioso estudio de arquitectura HOK Internacional, desde su oficina de San Francisco. Los contratos de ingeniería, adquisición y construcción de las fases I y II corrieron a cargo de la empresa turca TAV Construction y la japonesa Taisei Corporation.

## Construcción

### Fase I
Las obras de la Fase I comenzaron el año 2004. A septiembre de 2008, la lista de obras era la siguiente:
- Construcción efectuada: construcción de cimientos, adaptación al terreno, excavaciones y trabajos de ingeniería y eliminación del vertedero; recuperación y relleno sanitario; comienzo de la construcción de la terminal de pasajeros.
- Construcción en curso: construcción del complejo de la terminal de pasajeros; terminal del Emir, estructura y construcción de mezquita Pública; pavimentación de las pistas y del Túnel de acceso; utilidad del sistema; vías de acceso y servicio de operación y sistema de combustible del aeropuerto; control de tráfico aéreo.
- En proceso de diseño: paisajismo y sistema de riego; servicio; infraestructuras e ingeniería para las aerolíneas.
- En proceso de diseño (todavía en contrato): facilidades para las aerolíneas; cáterin; fondos para la Sede de CAA; Hangares de Mantenimiento de Aeronaves; construcción del túnel de acceso a la terminal y vías de acceso a las pistas.

### Fases II y III
La segunda fase de la construcción incluyó la construcción de 16 puertas más y la ampliación de la terminal de 416 000 m². También habrá un sistema de monorraíl suspendido para el transporte de pasajeros entre terminales. Un hotel de lujo será construido para dar cabida a más de 25 millones de pasajeros anuales que pasarán por el aeropuerto.
La tercera fase incluyó la construcción de otras 40 puertas, lo que elevaría el total final a 80. El edificio de la terminal se ampliará a 416 000 m² para dar cabida a las puertas adicionales y por lo tanto, ser capaz de manejar el proyectado 50 millones de pasajeros, 320 000 movimientos de aeronaves y dos millones de toneladas de carga al año.
El Nuevo Aeropuerto Internacional de Doha tendrá una capacidad que pueda meter seis A380-800 superjumbos simultáneamente. Este aeropuerto será el primero en el mundo construido específicamente para dar cabida a este avión específico.

## Pistas
El aeropuerto tiene dos pistas paralelas. La primera de 4850 m de longitud y será la pista más larga de Asia Occidental, y también es una de las pistas de aterrizaje más largas del mundo. La segunda pista de aterrizaje, construida como parte de la Fase Tres, y tendrá 4250 m.

## Tecnología y características
En mayo de 2007, ARINC y Thales (una empresa especializada en la Industria Aeroespacial, Defensa y Sistemas de seguridad) se adjudicó un contrato de 75 millones de dólares para el de IT, las telecomunicaciones y los sistemas de seguridad del nuevo aeropuerto. Estas consistirán en iMUSE ARINC CUTE (Common Use Terminal Equipment) equipando más de 100 mostradores de facturación a través de la sala de entrada. La infraestructura de intercambio de información para el movimiento de datos a través del aeropuerto se instalará también por ARINC. Siendo Thales la encargada de los trabajos para seguridad y sus sistemas, además de la red de área local (LAN) para el uso de Internet por los pasajeros. Ambos, ARINC y Thales, participarán en el diseño y gestión de los proyectos. 
Además de esas tecnologías, está siendo instalado en la pista por Qinetiq (un contratista de defensa del Reino Unido) el sistema denominado Tarsier, un radar para la detección de FOD (desechos, residuos, objetos caídos, etc.) en la pista. Tres sistemas de radar exploran la pista las 24 horas del día y localizan cualquier desecho u objeto que puedan dañar las aeronaves al aspirarse por los motores.
La terminal se ha completado con pasillos móviles para ayudar en el movimiento de pasajeros en todo el complejo. Además, los sensores de CO2 y el calor de ocupación (una tecnología de construcción inteligente) va a ser instalada de manera que los servicios se pueden adaptar de acuerdo al número de pasajeros y regular la entrada de aire. Además, la onda como techo de la terminal será teñido para evitar el deslumbramiento del sol y ahorrar energía.

## Aerolíneas y destinos

### Destinos internacionales
| Ciudades por país               | Nombre del aeropuerto                                   | Aerolíneas                                                         | Aeronaves                             | Frecuencias semanales |        |
| África                          | África                                                  | África                                                             | África                                | África                | África |
| ------------------------------- | ------------------------------------------------------- | ------------------------------------------------------------------ | ------------------------------------- | --------------------- | ------ |
| Angola                          |                                                         |                                                                    |                                       |                       |        |
| Luanda                          | Aeropuerto Internacional Quatro de Fevereiro            | Qatar Airways                                                      |                                       |                       |        |
| Argelia                         |                                                         |                                                                    |                                       |                       |        |
| Argel                           | Aeropuerto Internacional Houari Boumedienne             | Qatar Airways Air Algérie                                          |                                       |                       |        |
| Costa de Marfil                 |                                                         |                                                                    |                                       |                       |        |
| Abiyán                          | Aeropuerto Port Bouet                                   | Qatar Airways                                                      |                                       |                       |        |
| Egipto                          |                                                         |                                                                    |                                       |                       |        |
| Alejandría                      | Aeropuerto de Borg El Arab                              | Air Arabia Egypt Air Cairo Qatar Airways                           | A320-214 A32x                         |                       |        |
| Asiut                           | Aeropuerto Internacional de Asiut                       | Air Cairo                                                          | A32x                                  | 7                     |        |
| El Cairo                        | Aeropuerto Internacional de El Cairo                    | Egyptair Qatar Airways                                             |                                       |                       |        |
| Suhag                           | Aeropuerto Internacional de Suhag                       | Air Cairo                                                          | A32x                                  |                       |        |
| Etiopía                         |                                                         |                                                                    |                                       |                       |        |
| Adís Abeba                      | Aeropuerto Internacional Bole                           | Ethiopian Qatar Airways                                            |                                       |                       |        |
| Ghana                           |                                                         |                                                                    |                                       |                       |        |
| Acra                            | Aeropuerto Internacional de Kotoka                      | Qatar Airways                                                      |                                       |                       |        |
| Kenia                           |                                                         |                                                                    |                                       |                       |        |
| Nairobi                         | Aeropuerto Internacional Jomo Kenyatta                  | Qatar Airways                                                      |                                       |                       |        |
| Libia                           |                                                         |                                                                    |                                       |                       |        |
| Trípoli                         | Aeropuerto Internacional Mitiga                         | Libyan Airlines                                                    |                                       |                       |        |
| Marruecos                       |                                                         |                                                                    |                                       |                       |        |
| Casablanca                      | Aeropuerto Internacional Mohámmed V                     | Qatar Airways Royal Air Maroc                                      |                                       |                       |        |
| Marrakech                       | Aeropuerto de Marrakech-Menara                          | Qatar Airways                                                      |                                       |                       |        |
| Mozambique                      |                                                         |                                                                    |                                       |                       |        |
| Maputo                          | Aeropuerto Internacional de Maputo                      | Qatar Airways                                                      |                                       |                       |        |
| Nigeria                         |                                                         |                                                                    |                                       |                       |        |
| Abuya                           | Aeropuerto Internacional Nnamdi Azikiwe                 | Qatar Airways                                                      |                                       |                       |        |
| Kano                            | Aeropuerto Internacional de Kano                        | Qatar Airways                                                      |                                       |                       |        |
| Lagos                           | Aeropuerto Internacional Murtala Muhammed               | Qatar Airways                                                      |                                       |                       |        |
| Port Harcourt                   | Aeropuerto Internacional de Port Harcourt               | Qatar Airways                                                      |                                       |                       |        |
| República Democrática del Congo |                                                         |                                                                    |                                       |                       |        |
| Kinsasa                         | Aeropuerto Internacional de N'Djili                     | Qatar Airways                                                      |                                       |                       |        |
| Ruanda                          |                                                         |                                                                    |                                       |                       |        |
| Kigali                          | Aeropuerto Internacional de Kigali                      | RwandAir                                                           |                                       |                       |        |
| Seychelles                      |                                                         |                                                                    |                                       |                       |        |
| Mahé                            | Aeropuerto Internacional de Seychelles                  | Qatar Airways                                                      |                                       |                       |        |
| Somalia                         |                                                         |                                                                    |                                       |                       |        |
| Mogadiscio                      | Aeropuerto Internacional Aden Adde                      | Qatar Airways                                                      |                                       |                       |        |
| Sudáfrica                       |                                                         |                                                                    |                                       |                       |        |
| Ciudad del Cabo                 | Aeropuerto Internacional de Ciudad del Cabo             | Qatar Airways                                                      |                                       |                       |        |
| Durban                          | Aeropuerto Internacional de Durban                      | Qatar Airways                                                      |                                       |                       |        |
| Johannesburgo                   | Aeropuerto Internacional de Johannesburgo               | Qatar Airways                                                      |                                       |                       |        |
| Sudán                           |                                                         |                                                                    |                                       |                       |        |
| Jartum                          | Aeropuerto Internacional de Jartum                      | Badr Airlines Qatar Airways Tarco Aviation                         |                                       |                       |        |
| Puerto Sudán                    | Aeropuerto de Puerto Sudán                              | Badr Airlines Tarco Aviation                                       |                                       |                       |        |
| Tanzania                        |                                                         |                                                                    |                                       |                       |        |
| Dar es Salaam                   | Aeropuerto de Dar es Salaam                             | Qatar Airways                                                      |                                       |                       |        |
| Kilimanjaro                     | Aeropuerto Internacional del Kilimanjaro                | Qatar Airways                                                      |                                       |                       |        |
| Zanzíbar                        | Aeropuerto Internacional de Zanzíbar                    | Qatar Airways                                                      |                                       |                       |        |
| Uganda                          |                                                         |                                                                    |                                       |                       |        |
| Entebbe                         | Aeropuerto Internacional de Entebbe                     | Qatar Airways                                                      | B787-8                                |                       |        |
| Túnez                           |                                                         |                                                                    |                                       |                       |        |
| Túnez                           | Aeropuerto Internacional de Túnez-Cartago               | Qatar Airways                                                      |                                       |                       |        |
| Yibuti                          |                                                         |                                                                    |                                       |                       |        |
| Yibuti                          | Aeropuerto Internacional de Yibuti-Ambouli              | Qatar Airways                                                      |                                       |                       |        |
| Zambia                          |                                                         |                                                                    |                                       |                       |        |
| Lusaka                          | Aeropuerto Internacional de Lusaka                      | Qatar Airways                                                      |                                       |                       |        |
| Zimbabue                        |                                                         |                                                                    |                                       |                       |        |
| Harare                          | Aeropuerto Internacional de Harare                      | Qatar Airways                                                      |                                       |                       |        |
| Norteamérica                    |                                                         |                                                                    |                                       |                       |        |
| Canadá                          |                                                         |                                                                    |                                       |                       |        |
| Montreal                        | Aeropuerto Internacional Pierre Elliott Trudeau         | Qatar Airways                                                      |                                       |                       |        |
| Toronto                         | Aeropuerto Internacional Toronto Pearson                | Qatar Airways                                                      |                                       |                       |        |
| Estados Unidos                  |                                                         |                                                                    |                                       |                       |        |
| Atlanta                         | Aeropuerto Internacional Hartsfield Jackson             | Qatar Airways                                                      |                                       |                       |        |
| Boston                          | Aeropuerto Internacional Logan                          | Qatar Airways                                                      |                                       |                       |        |
| Chicago                         | Aeropuerto Internacional O'Hare                         | Qatar Airways                                                      |                                       |                       |        |
| Dallas                          | Aeropuerto Internacional de Dallas-Fort Worth           | Qatar Airways                                                      | A350-1041 / B777-2DZLR                |                       |        |
| Filadelfia                      | Aeropuerto Internacional de Filadelfia                  | American Airlines                                                  | B787-9                                | 7                     |        |
| Houston                         | Aeropuerto Intercontinental George Bush                 | Qatar Airways                                                      |                                       |                       |        |
| Los Ángeles                     | Aeropuerto Internacional de Los Ángeles                 | Qatar Airways                                                      |                                       |                       |        |
| Miami                           | Aeropuerto Internacional de Miami                       | Qatar Airways                                                      |                                       |                       |        |
| Nueva York                      | Aeropuerto Internacional John F. Kennedy                | Qatar Airways                                                      |                                       |                       |        |
| San Francisco                   | Aeropuerto Internacional de San Francisco               | Qatar Airways                                                      |                                       |                       |        |
| Seattle                         | Aeropuerto Internacional de Seattle-Tacoma              | Qatar Airways                                                      |                                       |                       |        |
| Washington D. C.                | Aeropuerto Internacional Washington-Dulles              | Qatar Airways                                                      |                                       |                       |        |
| Suramérica                      |                                                         |                                                                    |                                       |                       |        |
| Brasil                          |                                                         |                                                                    |                                       |                       |        |
| São Paulo                       | Aeropuerto Internacional de São Paulo-Guarulhos         | Qatar Airways                                                      |                                       |                       |        |
| Asia                            |                                                         |                                                                    |                                       |                       |        |
| Afganistán                      |                                                         |                                                                    |                                       |                       |        |
| Kabul                           | Aeropuerto Internacional Hamid Karzai                   | Kam Air                                                            |                                       |                       |        |
| Arabia Saudita                  |                                                         |                                                                    |                                       |                       |        |
| Al-Ula                          | Aeropuerto Nacional Príncipe Abdul Majeed bin Abdulaziz | Qatar Airways                                                      |                                       |                       |        |
| Casim                           | Aeropuerto Internacional Príncipe Naif bin Abdulaziz    | Qatar Airways                                                      |                                       |                       |        |
| Dammam                          | Aeropuerto Internacional Rey Fahd                       | Qatar Airways                                                      |                                       |                       |        |
| Medina                          | Aeropuerto Príncipe Mohammad Bin Abdulaziz              | Qatar Airways                                                      |                                       |                       |        |
| Neom                            | Aeropuerto de Neom Bay                                  | Qatar Airways                                                      |                                       |                       |        |
| Riad                            | Aeropuerto Internacional Rey Khalid                     | flynas Qatar Airways Saudia                                        | A3xx                                  |                       |        |
| Tabuk                           | Aeropuerto Regional de Tabuk                            | Qatar Airways                                                      |                                       |                       |        |
| Taif                            | Aeropuerto Regional de Taif                             | Qatar Airways                                                      |                                       |                       |        |
| Yanbu                           | Aeropuerto de Yanbu                                     | Qatar Airways                                                      |                                       |                       |        |
| Yeda                            | Aeropuerto Internacional Rey Abdulaziz                  | flynas Qatar Airways Saudia                                        | A3xx                                  |                       |        |
| Armenia                         |                                                         |                                                                    |                                       |                       |        |
| Ereván                          | Aeropuerto Internacional de Zvartnots                   | Qatar Airways                                                      |                                       |                       |        |
| Azerbaiyán                      |                                                         |                                                                    |                                       |                       |        |
| Bakú                            | Aeropuerto Internacional Heydar Aliyev                  | Azerbaijan Airlines Qatar Airways                                  |                                       |                       |        |
| Baréin                          |                                                         |                                                                    |                                       |                       |        |
| Manama                          | Aeropuerto Internacional de Baréin                      | Gulf Air Qatar Airways                                             |                                       |                       |        |
| Bangladés                       |                                                         |                                                                    |                                       |                       |        |
| Chittagong                      | Aeropuerto Internacional Shah Amanat                    | Biman Bangladesh Airlines Qatar Airways US-Bangla Airlines         |                                       |                       |        |
| Dacca                           | Aeropuerto Internacional Zia                            | Biman Bangladesh Airlines Qatar Airways US-Bangla Airlines         |                                       |                       |        |
| Sylhet                          | Aeropuerto Internacional Osmani                         | Biman Bangladesh Airlines                                          |                                       |                       |        |
| Camboya                         |                                                         |                                                                    |                                       |                       |        |
| Nom Pen                         | Aeropuerto Internacional de Nom Pen                     | Qatar Airways                                                      |                                       |                       |        |
| China                           |                                                         |                                                                    |                                       |                       |        |
| Chengdú                         | Aeropuerto Internacional de Chengdú-Shuangliu           | Qatar Airways                                                      |                                       |                       |        |
| Chongqing                       | Aeropuerto Internacional de Chongqing Jiangbei          | Qatar Airways                                                      |                                       |                       |        |
| Guangzhou                       | Aeropuerto Internacional de Cantón-Baiyun               | China Southern Qatar Airways                                       | B787                                  | 4                     |        |
| Hangzhou                        | Aeropuerto Internacional Xiaoshan                       | Qatar Airways                                                      |                                       |                       |        |
| Pekín                           | Aeropuerto Internacional de Pekín-Daxing                | Qatar Airways Xiamen Airlines                                      | B787-9                                |                       |        |
| Shanghái                        | Aeropuerto Internacional Pudong                         | Qatar Airways                                                      |                                       |                       |        |
| Xiamen                          | Aeropuerto Internacional de Xiamen-Gaoqi                | Xiamen Airlines                                                    | B787-8                                |                       |        |
| Chipre                          |                                                         |                                                                    |                                       |                       |        |
| Lárnaca                         | Aeropuerto Internacional de Lárnaca                     | Qatar Airways                                                      | A32x                                  |                       |        |
| Corea del Sur                   |                                                         |                                                                    |                                       |                       |        |
| Seúl                            | Aeropuerto Internacional de Incheon                     | Qatar Airways                                                      |                                       |                       |        |
| EAU                             |                                                         |                                                                    |                                       |                       |        |
| Abu Dabi                        | Aeropuerto Internacional de Abu Dabi                    | Etihad Airways Qatar Airways                                       |                                       |                       |        |
| Dubái                           | Aeropuerto Internacional de Dubái                       | flydubai Qatar Airways                                             | B737                                  |                       |        |
| Ras Al Khaimah                  | Aeropuerto Internacional de Ras Al Khaimah              | Qatar Airways                                                      |                                       |                       |        |
| Sharjah                         | Aeropuerto Internacional de Sharjah                     | Air Arabia Qatar Airways                                           |                                       |                       |        |
| Filipinas                       |                                                         |                                                                    |                                       |                       |        |
| Ángeles                         | Aeropuerto Internacional de Clark                       | Qatar Airways                                                      |                                       |                       |        |
| Cebú                            | Aeropuerto Internacional de Mactán-Cebú                 | Qatar Airways                                                      |                                       |                       |        |
| Dávao                           | Aeropuerto Internacional Francisco Bangoy               | Qatar Airways                                                      |                                       |                       |        |
| Manila                          | Aeropuerto Internacional Ninoy Aquino                   | Philippine Airlines Qatar Airways                                  |                                       |                       |        |
| Georgia                         |                                                         |                                                                    |                                       |                       |        |
| Tiflis                          | Aeropuerto Internacional de Tiflis                      | Qatar Airways                                                      |                                       |                       |        |
| Hong Kong                       |                                                         |                                                                    |                                       |                       |        |
| Hong Kong                       | Aeropuerto Internacional de Hong Kong                   | Cathay Pacific Qatar Airways                                       |                                       |                       |        |
| India                           |                                                         |                                                                    |                                       |                       |        |
| Ahmedabad                       | Aeropuerto Internacional Sardar Vallabhbhai Patel       | Qatar Airways                                                      |                                       |                       |        |
| Amritsar                        | Aeropuerto Internacional Sri Guru Ram Dass Jee          | Qatar Airways                                                      |                                       |                       |        |
| Bangalore                       | Aeropuerto Internacional de Bangalore                   | IndiGo Qatar Airways                                               |                                       |                       |        |
| Bombay                          | Aeropuerto Internacional Chhatrapati Shivaji            | Air India Air India Express Akasa Air IndiGo Qatar Airways Vistara | B737-8MAX*                            |                       |        |
| Calcuta                         | Aeropuerto Internacional Netaji Subhash Chandra Bose    | Qatar Airways                                                      |                                       |                       |        |
| Chennai                         | Aeropuerto Internacional de Chennai                     | IndiGo Qatar Airways                                               |                                       |                       |        |
| Goa                             | Aeropuerto de Dabolim                                   | Qatar Airways (finaliza 19 de junio de 2024)                       |                                       |                       |        |
| Goa                             | Aeropuerto Internacional Manohar                        | Qatar Airways (inicia 20 de junio de 2024)                         |                                       |                       |        |
| Hyderabad                       | Aeropuerto Internacional de Hyderabad                   | IndiGo Qatar Airways                                               |                                       |                       |        |
| Kannur                          | Aeropuerto Internacional de Kannur                      | Air India Express IndiGo                                           |                                       |                       |        |
| Kochi                           | Aeropuerto Internacional de Cochin                      | Air India Air India Express IndiGo Qatar Airways                   |                                       |                       |        |
| Kozhikode                       | Aeropuerto Internacional de Calicut                     | Air India Express IndiGo Qatar Airways                             |                                       |                       |        |
| Mangalore                       | Aeropuerto Internacional de Mangalore                   | Air India Express                                                  |                                       |                       |        |
| Nagpur                          | Aeropuerto Internacional Dr. Babasaheb Ambedkar         | Qatar Airways                                                      |                                       |                       |        |
| Nueva Delhi                     | Aeropuerto Internacional Indira Gandhi                  | Air India IndiGo Qatar Airways                                     |                                       |                       |        |
| Thiruvananthapuram              | Aeropuerto Internacional de Trivandrum                  | Air India Express Qatar Airways                                    |                                       |                       |        |
| Tiruchirappalli                 | Aeropuerto Internacional de Tiruchirappalli             | Air India Express                                                  |                                       |                       |        |
| Indonesia                       |                                                         |                                                                    |                                       |                       |        |
| Denpasar                        | Aeropuerto Internacional Ngurah Rai                     | Qatar Airways                                                      |                                       |                       |        |
| Medan                           | Aeropuerto Internacional Kuala Namu                     | Qatar Airways                                                      |                                       |                       |        |
| Yakarta                         | Aeropuerto Internacional Soekarno-Hatta                 | Garuda Indonesia Qatar Airways                                     |                                       |                       |        |
| Irak                            |                                                         |                                                                    |                                       |                       |        |
| Bagdad                          | Aeropuerto Internacional de Bagdad                      | Qatar Airways                                                      |                                       |                       |        |
| Basora                          | Aeropuerto Internacional de Basora                      | Qatar Airways                                                      |                                       |                       |        |
| Erbil                           | Aeropuerto Internacional de Erbil                       | Qatar Airways                                                      |                                       |                       |        |
| Nayaf                           | Aeropuerto Internacional de Nayaf                       | Qatar Airways                                                      |                                       |                       |        |
| Solimania                       | Aeropuerto Internacional de Suleimaniya                 | Qatar Airways                                                      |                                       |                       |        |
| Irán                            |                                                         |                                                                    |                                       |                       |        |
| Isfahán                         | Aeropuerto de Isfahán                                   | Qatar Airways                                                      |                                       |                       |        |
| Lar                             | Aeropuerto Internacional de Larestan                    | Iran Air                                                           |                                       |                       |        |
| Mashhad                         | Aeropuerto Internacional de Mashhad                     | Qatar Airways                                                      |                                       |                       |        |
| Shiraz                          | Aeropuerto Internacional de Shiraz                      | Iran Air Qatar Airways                                             |                                       |                       |        |
| Teherán                         | Aeropuerto Internacional Imán Jomeini                   | Qatar Airways                                                      |                                       |                       |        |
| Japón                           |                                                         |                                                                    |                                       |                       |        |
| Osaka                           | Aeropuerto Internacional de Kansai                      | Qatar Airways                                                      |                                       |                       |        |
| Tokio                           | Aeropuerto Internacional de Haneda                      | Japan Airlines                                                     |                                       |                       |        |
| Tokio                           | Aeropuerto Internacional de Narita                      | Qatar Airways                                                      |                                       |                       |        |
| Jordania                        |                                                         |                                                                    |                                       |                       |        |
| Amán                            | Aeropuerto Internacional Queen Alia                     | Qatar Airways Royal Jordanian                                      |                                       |                       |        |
| Kazajistán                      |                                                         |                                                                    |                                       |                       |        |
| Aktau                           | Aeropuerto de Aktau                                     | FlyArystan                                                         |                                       |                       |        |
| Aktobe                          | Aeropuerto Internacional de Aktobe                      | FlyArystan                                                         |                                       |                       |        |
| Almaty                          | Aeropuerto Internacional de Almaty                      | FlyArystan Qatar Airways                                           |                                       |                       |        |
| Astaná                          | Aeropuerto Internacional Nursultán Nazarbáyev           | FlyArystan                                                         |                                       |                       |        |
| Kuwait                          |                                                         |                                                                    |                                       |                       |        |
| Ciudad de Kuwait                | Aeropuerto Internacional de Kuwait                      | Jazeera Airways Kuwait Airways Qatar Airways                       | A32x                                  |                       |        |
| Líbano                          |                                                         |                                                                    |                                       |                       |        |
| Beirut                          | Aeropuerto Internacional de Beirut                      | Middle East Airlines Qatar Airways                                 | A3xx                                  |                       |        |
| Malasia                         |                                                         |                                                                    |                                       |                       |        |
| Kuala Lumpur                    | Aeropuerto Internacional de Kuala Lumpur                | Malaysia Airlines Qatar Airways                                    |                                       |                       |        |
| Penang                          | Aeropuerto Internacional de Penang                      | Qatar Airways                                                      |                                       |                       |        |
| Maldivas                        |                                                         |                                                                    |                                       |                       |        |
| Malé                            | Aeropuerto Internacional de Malé                        | Qatar Airways                                                      |                                       |                       |        |
| Nepal                           |                                                         |                                                                    |                                       |                       |        |
| Katmandú                        | Aeropuerto Internacional de Katmandú                    | Himalaya Airlines Nepal Airlines Qatar Airways                     | A3xx                                  |                       |        |
| Omán                            |                                                         |                                                                    |                                       |                       |        |
| Mascate                         | Aeropuerto Internacional de Seeb                        | Oman Air Qatar Airways SalamAir                                    | B7x7 A32x                             |                       |        |
| Salalah                         | Aeropuerto de Salalah                                   | Qatar Airways                                                      |                                       |                       |        |
| Sohar                           | Aeropuerto Internacional de Sohar                       | Qatar Airways                                                      |                                       |                       |        |
| Pakistán                        |                                                         |                                                                    |                                       |                       |        |
| Faisalabad                      | Aeropuerto Internacional de Faisalabad                  | Qatar Airways                                                      |                                       |                       |        |
| Islamabad                       | Nuevo Aeropuerto Internacional de Islamabad             | Pakistan International Airlines Qatar Airways                      |                                       |                       |        |
| Karachi                         | Aeropuerto Internacional Jinnah                         | Qatar Airways                                                      |                                       |                       |        |
| Lahore                          | Aeropuerto Internacional Allama Iqbal                   | Pakistan International Airlines Qatar Airways                      |                                       |                       |        |
| Multan                          | Aeropuerto Internacional de Multan                      | Qatar Airways                                                      |                                       |                       |        |
| Peshawar                        | Aeropuerto Internacional de Peshawar                    | Pakistan International Airlines Qatar Airways                      |                                       |                       |        |
| Sialkot                         | Aeropuerto Internacional de Sialkot                     | Qatar Airways                                                      |                                       |                       |        |
| Singapur                        |                                                         |                                                                    |                                       |                       |        |
| Singapur                        | Aeropuerto Internacional de Singapur                    | Qatar Airways                                                      |                                       |                       |        |
| Siria                           |                                                         |                                                                    |                                       |                       |        |
| Damasco                         | Aeropuerto Internacional de Damasco                     | Syrian Air Qatar Airways                                           |                                       |                       |        |
| Sri Lanka                       |                                                         |                                                                    |                                       |                       |        |
| Colombo                         | Aeropuerto Internacional Bandaranaike                   | Qatar Airways SriLankan Airlines                                   | A3xx                                  |                       |        |
| Tailandia                       |                                                         |                                                                    |                                       |                       |        |
| Bangkok                         | Aeropuerto Internacional Suvarnabhumi                   | Qatar Airways                                                      | A380-861, B777-3DZER                  |                       |        |
| Phuket                          | Aeropuerto Internacional de Phuket                      | Qatar Airways                                                      |                                       |                       |        |
| Turquía                         |                                                         |                                                                    |                                       |                       |        |
| Adana                           | Aeropuerto de Adana                                     | Qatar Airways                                                      |                                       |                       |        |
| Ankara                          | Aeropuerto Internacional Esenboğa                       | Qatar Airways                                                      |                                       |                       |        |
| Antalya                         | Aeropuerto de Antalya                                   | Pegasus Airlines (Estacional) Qatar Airways (Estacional)           |                                       |                       |        |
| Bodrum                          | Aeropuerto de Milas-Bodrum                              | Qatar Airways (Estacional)                                         |                                       |                       |        |
| Estambul                        | Aeropuerto de Estambul                                  | Qatar Airways Turkish Airlines                                     |                                       |                       |        |
| Estambul                        | Aeropuerto Internacional Sabiha Gökçen                  | Pegasus Airlines Qatar Airways                                     |                                       |                       |        |
| Trebisonda                      | Aeropuerto de Trebisonda                                | Pegasus Airlines (Estacional) Qatar Airways                        |                                       |                       |        |
| Uzbekistán                      |                                                         |                                                                    |                                       |                       |        |
| Taskent                         | Aeropuerto Internacional de Taskent                     | Centrum Air Qatar Airways                                          | A320-23*                              |                       |        |
| Vietnam                         |                                                         |                                                                    |                                       |                       |        |
| Ciudad de Ho Chi Minh           | Aeropuerto Internacional de Tan Son Nhat                | Qatar Airways                                                      |                                       |                       |        |
| Hanói                           | Aeropuerto Internacional de Nội Bài                     | Qatar Airways                                                      |                                       |                       |        |
| Europa                          |                                                         |                                                                    |                                       |                       |        |
| Alemania                        |                                                         |                                                                    |                                       |                       |        |
| Berlín                          | Aeropuerto de Berlín-Brandeburgo Willy Brandt           | Qatar Airways                                                      | B787-9                                |                       |        |
| Düsseldorf                      | Aeropuerto Internacional de Düsseldorf                  | Qatar Airways                                                      | B787-8                                |                       |        |
| Fráncfort del Meno              | Aeropuerto de Fráncfort del Meno                        | Qatar Airways                                                      | B7x7                                  |                       |        |
| Hamburgo                        | Aeropuerto de Hamburgo                                  | Qatar Airways                                                      |                                       |                       |        |
| Múnich                          | Aeropuerto Internacional de Múnich                      | Qatar Airways                                                      | B787-9                                |                       |        |
| Austria                         |                                                         |                                                                    |                                       |                       |        |
| Viena                           | Aeropuerto de Viena                                     | Qatar Airways                                                      |                                       |                       |        |
| Bélgica                         |                                                         |                                                                    |                                       |                       |        |
| Bruselas                        | Aeropuerto de Bruselas-National                         | Qatar Airways                                                      | B787-8                                |                       |        |
| Bielorrusia                     |                                                         |                                                                    |                                       |                       |        |
| Minsk                           | Aeropuerto Internacional de Minsk                       | Belavia (Chárter estacional)                                       |                                       |                       |        |
| Bosnia y Herzegovina            |                                                         |                                                                    |                                       |                       |        |
| Sarajevo                        | Aeropuerto Internacional de Sarajevo                    | Qatar Airways (Estacional)                                         |                                       |                       |        |
| Bulgaria                        |                                                         |                                                                    |                                       |                       |        |
| Sofía                           | Aeropuerto de Sofía                                     | Qatar Airways                                                      | A320-200                              |                       |        |
| Croacia                         |                                                         |                                                                    |                                       |                       |        |
| Zagreb                          | Aeropuerto de Zagreb-Pleso                              | Qatar Airways                                                      |                                       |                       |        |
| Dinamarca                       |                                                         |                                                                    |                                       |                       |        |
| Copenhague                      | Aeropuerto de Copenhague-Kastrup                        | Finnair Qatar Airways                                              | A330-302E B787                        |                       |        |
| España                          |                                                         |                                                                    |                                       |                       |        |
| Barcelona                       | Aeropuerto de Barcelona-El Prat                         | Qatar Airways                                                      | B787-9                                |                       |        |
| Madrid                          | Aeropuerto de Madrid-Barajas                            | Iberia Qatar Airways                                               | A330-202 B777                         |                       |        |
| Málaga                          | Aeropuerto de Málaga-Costa del Sol                      | Qatar Airways (Estacional)                                         | B787-8                                |                       |        |
| Finlandia                       |                                                         |                                                                    |                                       |                       |        |
| Helsinki                        | Aeropuerto de Helsinki-Vantaa                           | Finnair                                                            | A330-302E                             |                       |        |
| Francia                         |                                                         |                                                                    |                                       |                       |        |
| Lyon                            | Aeropuerto de Lyon-Saint Exupéry                        | Qatar Airways                                                      | B787-8                                |                       |        |
| Niza                            | Aeropuerto Internacional de Niza-Costa Azul             | Qatar Airways                                                      | B787-8                                |                       |        |
| París                           | Aeropuerto de París-Charles de Gaulle                   | Qatar Airways                                                      | A380-861, B777-3DZER                  |                       |        |
| Toulouse                        | Aeropuerto de Toulouse-Blagnac                          | Qatar Airways                                                      | A330-300                              |                       |        |
| Grecia                          |                                                         |                                                                    |                                       |                       |        |
| Atenas                          | Aeropuerto Internacional Eleftherios Venizelos          | Qatar Airways                                                      |                                       |                       |        |
| Míconos                         | Aeropuerto Nacional de Míconos                          | Qatar Airways (Estacional)                                         |                                       |                       |        |
| Hungría                         |                                                         |                                                                    |                                       |                       |        |
| Budapest                        | Aeropuerto de Budapest-Ferenc Liszt                     | Qatar Airways                                                      | A320-200                              |                       |        |
| Irlanda                         |                                                         |                                                                    |                                       |                       |        |
| Dublín                          | Aeropuerto de Dublín                                    | Qatar Airways                                                      | B787-9                                |                       |        |
| Italia                          |                                                         |                                                                    |                                       |                       |        |
| Milán                           | Aeropuerto de Milán-Malpensa                            | Qatar Airways                                                      |                                       |                       |        |
| Roma                            | Aeropuerto de Roma-Fiumicino                            | Qatar Airways                                                      | A350-941                              |                       |        |
| Venecia                         | Aeropuerto Internacional Marco Polo                     | Qatar Airways                                                      |                                       |                       |        |
| Noruega                         |                                                         |                                                                    |                                       |                       |        |
| Oslo                            | Aeropuerto de Oslo-Gardermoen                           | Qatar Airways                                                      |                                       |                       |        |
| Países Bajos                    |                                                         |                                                                    |                                       |                       |        |
| Ámsterdam                       | Aeropuerto de Ámsterdam-Schiphol                        | Qatar Airways                                                      | B777                                  |                       |        |
| Polonia                         |                                                         |                                                                    |                                       |                       |        |
| Varsovia                        | Aeropuerto Chopin de Varsovia                           | Qatar Airways                                                      |                                       |                       |        |
| Portugal                        |                                                         |                                                                    |                                       |                       |        |
| Lisboa                          | Aeropuerto de Lisboa                                    | Qatar Airways                                                      | B787-8                                | 4                     |        |
| Reino Unido                     |                                                         |                                                                    |                                       |                       |        |
| Birmingham                      | Aeropuerto Internacional de Birmingham-West Midlands    | Qatar Airways                                                      |                                       |                       |        |
| Edimburgo                       | Aeropuerto de Edimburgo                                 | Qatar Airways                                                      |                                       |                       |        |
| Londres                         | Aeropuerto de Londres-Gatwick                           | Qatar Airways                                                      |                                       |                       |        |
| Londres                         | Aeropuerto de Londres-Heathrow                          | British Airways Qatar Airways                                      | B777-236ER A380-861, A350, B777-3DZER |                       |        |
| Mánchester                      | Aeropuerto de Mánchester                                | Qatar Airways                                                      |                                       |                       |        |
| República Checa                 |                                                         |                                                                    |                                       |                       |        |
| Praga                           | Aeropuerto Internacional de Ruzyně                      | Qatar Airways                                                      |                                       |                       |        |
| Rumania                         |                                                         |                                                                    |                                       |                       |        |
| Bucarest                        | Aeropuerto Internacional de Bucarest-Henri Coandă       | Qatar Airways                                                      | A320-200                              |                       |        |
| Rusia                           |                                                         |                                                                    |                                       |                       |        |
| Moscú                           | Aeropuerto Internacional de Moscú-Sheremétievo          | Qatar Airways Aeroflot (Chárter estacional)                        |                                       |                       |        |
| Serbia                          |                                                         |                                                                    |                                       |                       |        |
| Belgrado                        | Aeropuerto de Belgrado-Nikola Tesla                     | Qatar Airways                                                      |                                       |                       |        |
| Suecia                          |                                                         |                                                                    |                                       |                       |        |
| Estocolmo                       | Aeropuerto de Estocolmo-Arlanda                         | Finnair Qatar Airways                                              | A330-302E B787-8                      |                       |        |
| Suiza                           |                                                         |                                                                    |                                       |                       |        |
| Ginebra                         | Aeropuerto Internacional de Ginebra                     | Qatar Airways                                                      | A350-941                              |                       |        |
| Zúrich                          | Aeropuerto Internacional de Zúrich                      | Qatar Airways                                                      | A350                                  |                       |        |
| Oceanía                         |                                                         |                                                                    |                                       |                       |        |
| Australia                       |                                                         |                                                                    |                                       |                       |        |
| Adelaida                        | Aeropuerto Internacional de Adelaida                    | Qatar Airways                                                      |                                       |                       |        |
| Brisbane                        | Aeropuerto de Brisbane                                  | Qatar Airways                                                      |                                       |                       |        |
| Melbourne                       | Aeropuerto Internacional Tullamarine                    | Qatar Airways                                                      |                                       |                       |        |
| Perth                           | Aeropuerto de Perth                                     | Qatar Airways                                                      | A380-861                              |                       |        |
| Sídney                          | Aeropuerto Internacional Kingsford Smith                | Qatar Airways                                                      | A380-861                              |                       |        |
| Nueva Zelanda                   |                                                         |                                                                    |                                       |                       |        |
| Auckland                        | Aeropuerto Internacional de Auckland                    | Qatar Airways (vía ADL)                                            |                                       |                       |        |

### Aerolíneas de carga
| Arnold Shipping Inc             |
| Cargolux                        |
| DHL Express                     |
| Falcon Express Cargo Airlines   |
| Falcon Air Express              |
| FedEx Express                   |
| Irwin International Freightways |
| Martinair                       |
| Qatar Airways Cargo             |
| Sri Lankan Airlines Cargo       |
| Turkish Airlines Cargo          |